# Lana (chimpanzé)
Pour les articles homonymes, voir Lana (homonymie).
Lana (née le 7 octobre 1970 et morte en novembre 2016) est une femelle chimpanzé, utilisée dans la recherche linguistique à l'aide de lexigrammes. Elle nait au Yerkes National Primate Research Center de l'Université Emory. Le projet auquel elle est allouée à l'âge d'un an, nommé LANguage Analogue et dirigé par Duane Rumbaugh, prend son nom car, selon lui, son identité vaut la peine d'être préservée.

## Projet LANA
D'après les chercheurs du projet, Lana montre des capacités à distinguer les lexigrammes, à séquencer des mots grammaticalement, et à produire des énoncés. Elle peut ainsi apprendre une langue. 
Le premier projet LANA, qui date de 1971, est dirigé par Rumbaugh et Ernst von Glasersfeld. C'est ce dernier qui conçoit le langage appris par Lana : il invente le terme « lexigramme », crée les 120 premiers d'entre eux et la grammaire qui régit leur combinaison. Ce langage artificiel prend le nom de Yerkish, en l'honneur de Robert M. Yerkes, fondateur du laboratoire du projet Lana. 
Des chercheurs étudiants diplômés participent aussi au projet, parmi lesquels Gwen Bell Dooley, Beverly Wilkenson et Michael D. Haberman. Le Dr Timothy V. Gill travaille avec Lana. Gwen Bell Dooley démontre la capacité cognitive de Lana à distinguer deux ensembles numériques d'objets, étiquetés avec « plus » et « moins ». 